# Svenska Showorkestern Phontrattarne

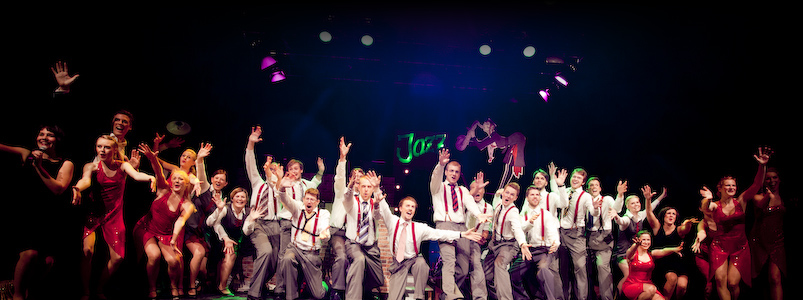
Phontrattarne tackar publiken, Grand Show 2011 (rafoto.se).

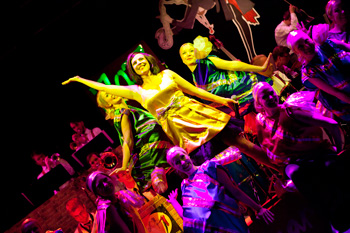
Shownumret Karamell, Grand Show 2011 (rafoto.se).

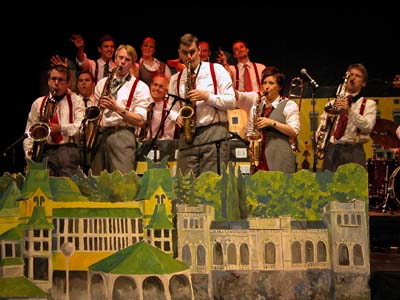
Phontrattarne jazzar loss under Grand Show 2005.

Phontrattarne är en svensk studentorkester tillhörande Norrlands nation i Uppsala. 
Orkestern grundades i början av 1956 som Reddningscorpset, en orkester inom hembygdsföreningen  Jamtamot, men blev omkring 1960 en egen förening under nytt namn med rekrytering från hela Norrlands nation. Phontrattarne består av storbandet samt fyra sångare och balett. Repertoaren består av storbandsmusik  blandat med svensk schlager av äldre årgång. Orkestern spelar dans- och underhållningsmusik på nationsfester och på konferenser, företagsfester, akademiska högtider m.m. Medlemmarna producerar varje vår en ny uppsättning av Grand Show på Reginateatern i Uppsala. Grand Show ses årligen av cirka 2000 personer.
Phontrattarne blev rikskända under 1970-talet då orkestern gjorde ett flertal framträdanden i Sveriges Television. Ett stort antal uppsalamusiker har spelat i Phontrattarne, bland andra John Högman, Björn Sjödin, Ulf Johansson Werre och Magnus Marcks.
- På Phontrattarnes första skiva Phontrattarne at Carnegie Hall (1967) finns en version av Arlas reklamlåt Kaffe utan grädde från år 1938. Sången har sedan fungerat som orkesterns signaturmelodi och har framförts i många olika arrangemang. År 1977 beställde Arla en ny inspelning av låten på skivan Reklam-EP för Arla (1977)
- I den första svenska upplagan av spelet Trivial Pursuit finns frågan Vad heter studentorkestern i Uppsala? Svar: Phontrattarne. I själva verket fanns vid tidpunkten ett tiotal studentorkestrar i staden.
- Phontrattarne spelade på Nobelfesten i Stockholms stadshus 2005 och 2006.

## Diskografi
- 1967 – Phontrattarne at Carnegie Hall
- 1969 – Jättegult i blått och vått
- 1972 – Tonsallad
- 1976 – ...smutt!
- 1977 – ARLA-singel
- 1981 – Musiken går runt
- 1988 – Kaffe utan grädde
- 1992 – ELPE / CEDE
- 1996 – SSOPsortering
- 2000 – Pojkar och flickor gör det
- 2005 – Lite här lite där
- 2006 – 50 spår – Phontrattarne 1956–2006 (dubbel samlings-CD)
- 2010 – Kan innehålla spår av nötter
- 2025 – Två tum noter

### Webbkällor
- Phontrattarne i Svensk mediedatabas
- Phontrattarne på Discogs